# Emma Svensson
Emma Karolina Svensson, född 13 januari 1983 i Vänersborg, är en svensk fotograf och äventyrare. 

## Biografi
Svensson startade bildbyrån Rockfoto 2003 och har fotograferat skivomslag och pressbilder till bland andra Zara Larsson, The Ark, Sugarplum Fairy, Mando Diao, Sahara Hotnights och Familjen. Hon vann pris som Sveriges bästa rockfotograf 2005 och 2006.
Efter att ha sett filmen Everest blev hon inspirerad och började med bergsklättring. Svensson har sedan dess genomfört flera bergsbestigningar och vandringar, bland annat följande:
- 2017 – Aconcagua (misslyckat toppförsök)[6]
- 2018 – Ama Dablam[6]
- 2018 – Aconcagua (misslyckat toppförsök)[6]
- 2019 – Nevado Sajama[6]
- 2019 – Chimborazo[6]
- 2019 – Aconcagua [6]
- 2019 – 49 peaks (de högsta bergen i varje europeiskt land), världsrekord då hon besteg alla berg under ett år tillsammans med Anton Levein [7]
- 2020 – Istället för Mount Everest vandrade hon samma höjdmeter (8848m) i Hammarbybacken i Stockholm [8]
- 2022 – Tour du Mont Blanc[9]
- 2023 – Tillsammans med Anton Levein alla 13 svenska berg över 2000m [10]
- 2023 – Laugavegur [11]

### Privatliv
År 2016 gifte hon sig med Kalle Josephson. Paret separerade efter ett par veckor.

## Priser och utmärkelser
- 2005 och 2006, Sveriges bästa rockfotograf [4]
- 2019, Världsrekord i snabbaste bestigningarna av 49 peaks, de högsta bergen i varje europeiskt land tillsammans med Anton Levein
- 2020, Nominerad till årets äventyrare tillsammans med Anton Levein[13]